# Catuvellauni

Territorium van de Catuvellauni

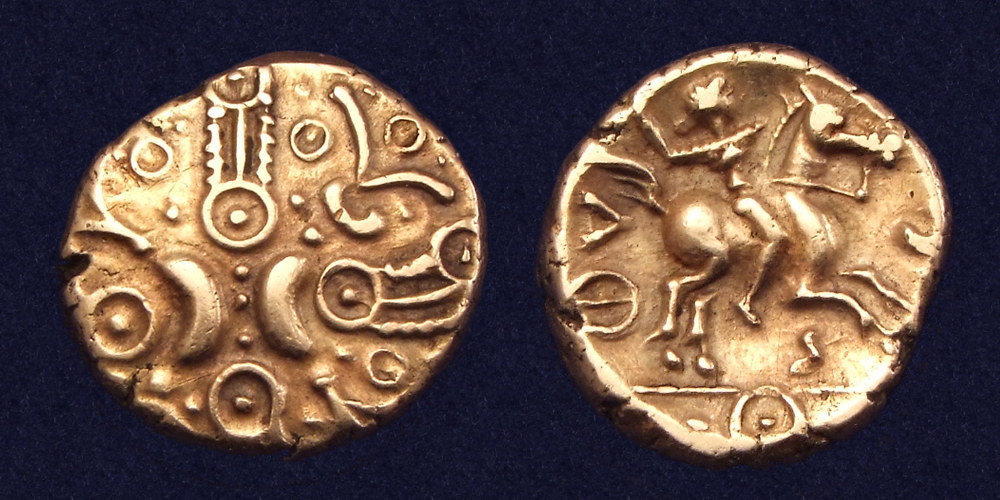
Catuvellauni, Tasciovanus, gouden stater.

De Catuvellauni waren een Keltische stam of staat die in het zuidoosten van prehistorisch Britannia woonden, voor de Romeinse invasie van Brittannië in 43.

## Geschiedenis
De lotgevallen van de Catuvellauni en hun koningen van voor de Romeinse invasie kunnen worden nagegaan aan de hand van oude munten en verwijzingen in klassieke historiën. Zo worden ze genoemd door Dio Cassius, die ervan uitgaat dat zij het waren die het verzet leidden tegen de Romeinse verovering. Ze komen ook voor in de Geographia van Ptolemeus als een van de latere civitates van Romeins Britannia in de 2e eeuw, toen zij woonden in het huidige Hertfordshire, Bedfordshire en zuidelijk Cambridgeshire rond de stad Verulamium (het huidige St. Albans).
Hun gebied grensde in het noorden aan dat van de Iceni en de Corieltauvi, in ten oosten aan de Trinovantes, in het westen aan de Dobunni en Atrebates en in het zuiden aan de Regnenses en Cantiaci.  
Er wordt een verband vermoed tussen de Catuvellauni en de Catalauni, een volk dat in Gallia Belgica woonde in de regio rond de huidige stad Châlons-en-Champagne (Catalaunum)

## Etymologie
De naam is afgeleid van het Oud-Brythonisch catu - wellauni dat "strijdhoofden" of "strijdleiders" betekende. Dit komt uiteindelijk van het Proto-Keltisch "catu", strijd, en "wali", leiden.

De wortel uellauno- komt terug in veel andere Keltische namen, zoals die van de godin Icovellauna, de god Vellaunus, de held Cassivellaunus, later bekend in Welshe legenden als Caswallawn, en uiteraard de Catuvellauni, de Zuidoost-Britse stam, waarvan de naam ook verwant lijkt met de Catalauni, Catalaunum en Catalaunia (Catalonië).

## Leiders van de Catuvellauni

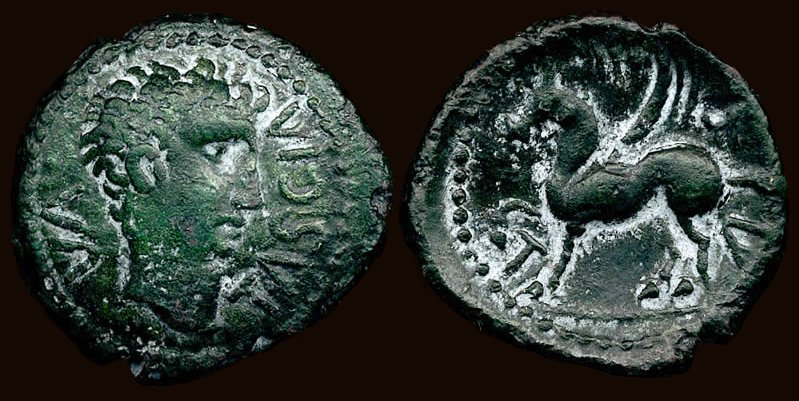
Munt van Tasciovanus, koning van de Catuvellauni

1. Cassivellaunus, militair aanvoerder, vaak geassocieerd met de Catuvellauni, ca. 54 v.C.
2. Tasciovanus, ca. 20 v.C. – AD 9
3. Cunobelinus, AD 9 – AD 40
4. Togodumnus
5. Caratacus
6. Epaticcus